# Wolfgang Probst
Wolfgang Probst (* 16. November 1945 in Neuhausen-Nymphenburg, München) ist ein deutscher Opernsänger (Bassbariton).

## Leben
Der aus einer Bauernfamilie in Garching bei München stammende Künstler studierte Gesang an der Hochschule für Musik und Theater München u. a. bei Marianne Schech. Gefördert wurde er von dem Sänger und Operndirektor Wolfgang Windgassen. Generalintendant Walter Erich Schäfer engagierte ihn 1971 als Ensemblemitglied an der Staatsoper Stuttgart. Am 19. November 2010 gab der zum Kammersänger ernannte Künstler dort als Wurm in Luisa Miller seine letzte Vorstellung.
Wolfgang Probst, Vater von zwei erwachsenen Söhnen und einer erwachsenen Tochter, sang an der Staatsoper Stuttgart die großen Partien seines Faches, u. a. den Philipp in Don Carlos, Pater Guardian in Die Macht des Schicksals, Wotan in Das Rheingold und Die Walküre, den Holländer in Der fliegende Holländer, den Dorfrichter in Jenůfa, den Mesner in Tosca, Orest in Elektra, Kaspar in Der Freischütz, Klingsor in Parsifal und den Jochanaan in Salome. Einen seiner größten Erfolge verzeichnete Wolfgang Probst 1994 an seinem Stammhaus als Hans Sachs in Hans Neuenfels’ Inszenierung von Die Meistersinger von Nürnberg. Daneben führten ihn zahlreiche Gastspiele an die nationalen und internationalen Musikbühnen, nach Berlin, München, Karlsruhe, Frankfurt, Salzburg, Zürich, Paris, Stockholm, Venedig, Neapel, Dallas, Buenos Aires u. a. m. Neben seiner Bühnenpräsenz war Wolfgang Probst ein gefragter Lied- und Konzertsänger.